# Vytautas Saulis
Vytautas Saulis (*  10. April 1951 in Sėlynė, Rajongemeinde Rokiškis) ist ein litauischer sozialdemokratischer Politiker.

## Leben
Von 1958 bis 1962 lernte er in Rokiškėliai und von 1962 bis 1966 in Rageliai. Nach dem Abitur von 1966 bis 1969  an der Tičkus-Mittelschule Rokiškis (jetzt Vaižgantas-Gymnasium) absolvierte er von 1969 bis 1974 das Diplomstudium der Mechanik an der Lietuvos žemės ūkio akademija.
Ab 1974 arbeitete er im Liudas Gira-Kolchos,  1991–1992 bei Žemės ūkio bendrovė als Direktor in Vengerinė.
Von 1992 bis 1996 war er und seit 2000 ist er Mitglied im Seimas. 1996–1999 arbeitete er bei AB Lietuvos žemės ūkio bankas in Rokiškis. 1990–1995 war er Mitglied im Rat Rokiškis.
1978–1989 war er Mitglied der KPdSU, ab 1990 der Lietuvos demokratinė darbo partija, seit 2001 der Lietuvos socialdemokratų partija.